# Église Saint-Pierre-ès-Liens de Goujounac
L'église Saint-Pierre-ès-Liens est une église catholique située à Goujounac, dans le département du Lot, en France.

## Historique
Le tympan qu'on peut voir sur le flanc sud a dû appartenir à la première église et date probablement de la seconde moitié du XIIe siècle ou du début du XIIIe siècle. La première église correspondait à la partie orientale de l'église actuelle. Il semble pas y avoir de mention de l'église antérieure à 1296. L'église est mentionnée en 1215 selon la base Mérimée. 
L'église appartenait à un prieuré dont il subsiste des bâtiments défigurés au nord.
Probablement au milieu du XIIIe siècle la nef est agrandie vers l'ouest et se terminait par un portail couvert d'un arc brisé à trois voussures et archivolte, surmonté d'une rose et un pignon. Un clocher-tour gothique a été ajouté devant. Un portail a été percé sur la façade sud, avec au-dessus le tympan roman et on a agrandi une fenêtre de l'abside. 
En 1644, à la suite d'une transaction passée entre le recteur et le seigneur du lieu, ce dernier accorde le droit de construire contre le mur de l'église une chapelle en l'honneur de saint Mathurin. La chapelle Saint-Mathurin a aujourd'hui disparu.
Des modifications sont faites aux XVIe siècle et XVIIe siècle pour protéger l'église pendant les périodes de troubles. Une porte est ménagée à la base du clocher, côté sud, sur laquelle est gravée l'inscription : (D.) O.M. ET B.A. (P)ETRO (1)690.
La route venant de Villefranche-du-Périgord longe le côté sud de l'église depuis 1820.
D'après Jean Rocacher, l'abbé Izorche a fait surélever le clocher de 4 m en 1870. Un projet de l'architecte départemental Jean Gabriel Achille Rodolosse daté de 1881 montre qu'un plafond de planches peintes en bleu a été remplacé par une fausse-voûte d'arêtes sur toute la nef. On a percé de nouvelles fenêtres garnies de vitraux en 1887.
Gilibert de Massaut, grand archidiacre de la cathédrale de Cahors et protonotaire apostolique, a été un recteur de l'église en 1536-1537. Il a fait construire l'archidiaconé Saint-Jean à côté du cloître de la cathédrale. Son frère, Pierre de Massaut, a construit le château de Lagrezette.
L'édifice a été inscrit au titre des monuments historiques le 26 février 1997.

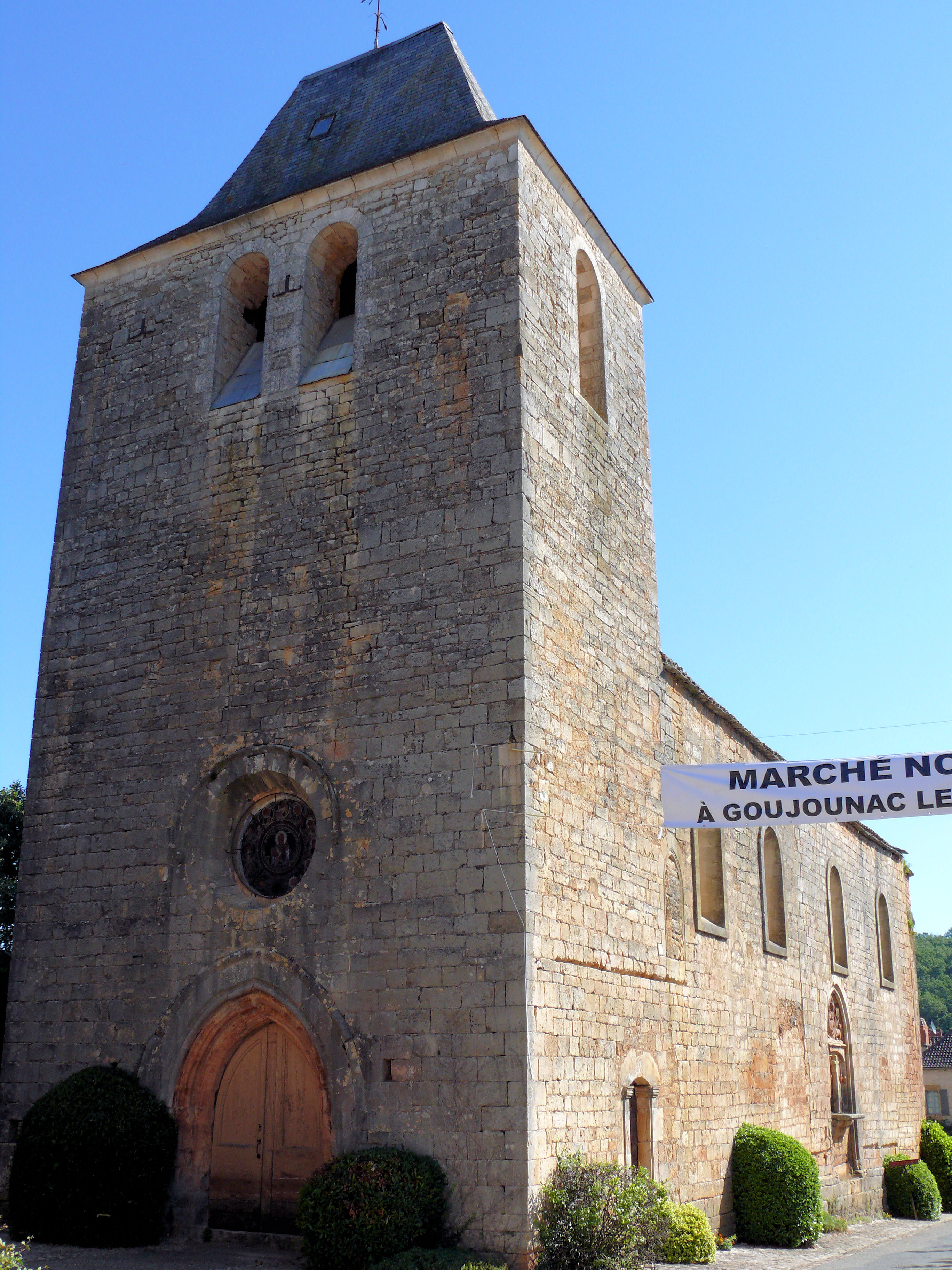
Tour-clocher et façade sud.
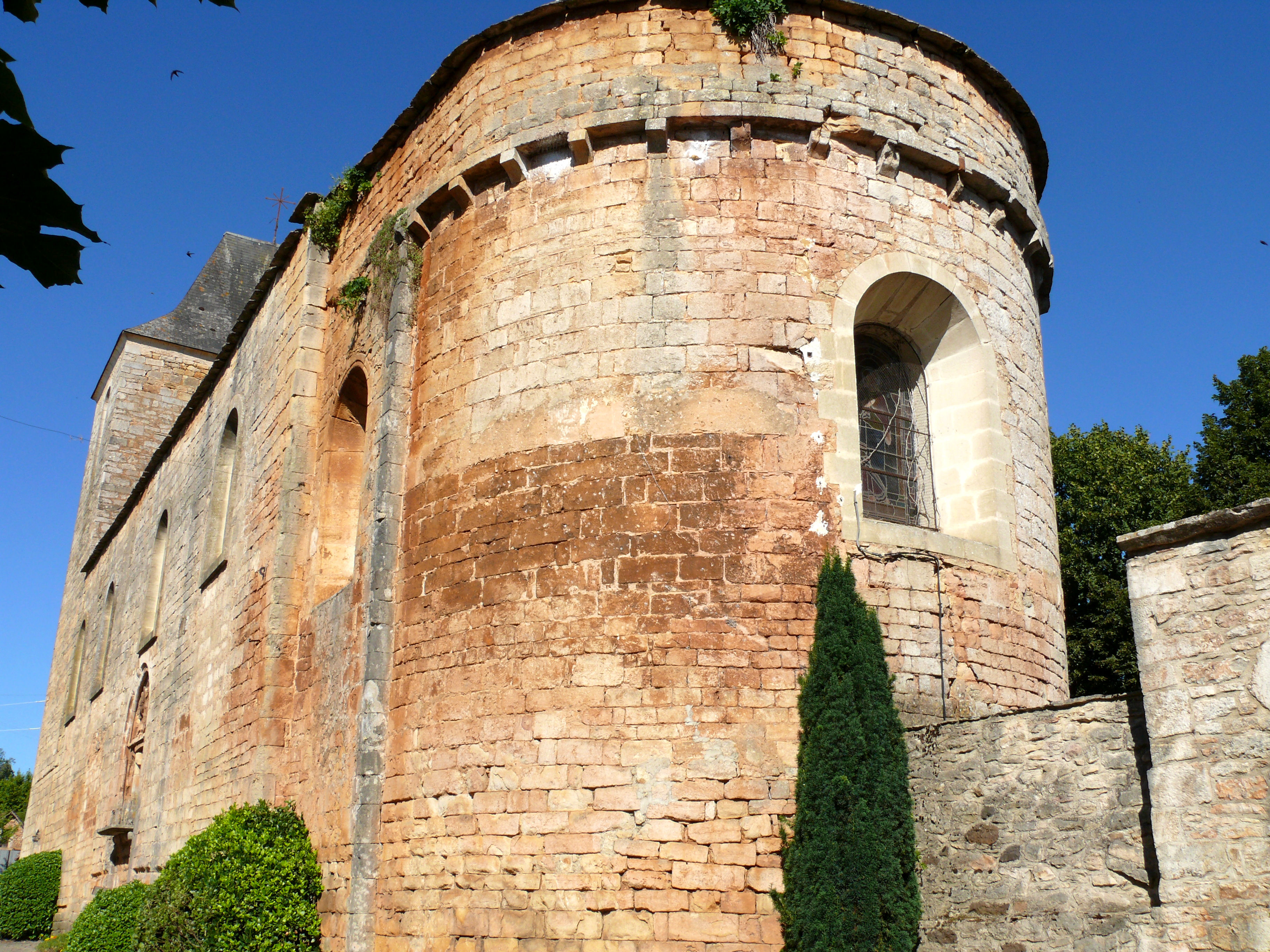
Chevet.

## Mobilier
L'église possède un retable du XVIIIe siècle et une statue de saint Mathurin dont le culte était répandu au XVIIe siècle.

## Vitraux
Les vitraux de l'église sont datés de 1887 et signés « Sacreste aîné Le Puy ».